# La morte civile (film 1910)
La morte civile è un cortometraggio muto italiano del 1910 diretto da Gerolamo Lo Savio.